# 포트나이트: 세이브 더 월드
포트나이트: 세이브 더 월드(Fortnite: Save the World)는 포트나이트 게임의 일부인 에픽게임즈에서 개발 및 배급한 협력 하이브리드 3인칭 루터 슈터 타워 디펜스 샌드박스 서바이벌 비디오 게임이다. 이 게임은 2017년 7월 25일에 macOS, 플레이스테이션 4, 윈도우 및 엑스박스 원용 유료 얼리 액세스 타이틀로 출시되었으며, 2018년 후반에 완전한 부분 유료화 플레이 출시 계획이 발표되었다. 에픽은 결국 2020년 6월 이 계획을 이행하기로 결정했다. 게임의 소매 버전은 기어박스 소프트웨어에서 퍼블리싱했으며 PC 버전의 온라인 배포는 에픽의 런처에서 처리한다.
포트나이트는 동시대의 지구를 배경으로 한다. 전 세계적인 폭풍의 갑작스러운 출현으로 전 세계 인구의 98%가 사라지고 좀비와 같은 생명체가 나머지를 공격하기 위해 일어난다. 에픽에서 마인크래프트와 레프트 4 데드의 교차점으로 간주하는 포트나이트는 자원을 수집하고, 폭풍과 싸우고 생존자를 보호하는 데 도움이 되는 방어 목표 주변에 요새를 구축하고, 무기를 구성하기 위해 서로 다른 맵에서 다양한 임무에 협력하는 최대 4명의 플레이어가 있다. 그리고 목표물을 파괴하려는 이들 생물의 파도와 전투를 벌이는 함정이 있다. 플레이어는 이러한 임무를 통해 보상을 받아 영웅 캐릭터, 지원 팀, 무기 및 함정 설계도를 향상시켜 더 어려운 임무를 수행할 수 있다.
이 게임은 처음에 이러한 업그레이드에 사용할 수 있는 게임 내 전리품 상자를 구매하기 위한 소액 결제를 통해 지원되었다. 독립형 배틀 로얄 게임 버전인 포트나이트 배틀로얄이 2017년 9월에 동일한 플랫폼용으로 출시되었다.

## 평가
| 평가 |                                     |
| --- | ----------------------------------- |
| 통합 점수 통합사 점수 메타크리틱 PC: 81/100 [ 1 ] PS4: 78/100 [ 2 ] XONE: 85/100 [ 3 ] 평론 점수 평론사 점수 PC 게이머 (US) 55/100 [ 4 ] 폴리곤 7.5/10 [ 5 ] |                                     |
| 통합 점수 |                                     |
| 통합사 | 점수                                |
| 메타크리틱 | PC: 81/100 PS4: 78/100 XONE: 85/100 |
| 평론 점수 |                                     |
| 평론사 | 점수                                |
| PC 게이머 (US) | 55/100                              |
| 폴리곤 | 7.5/10                              |